# Black Noise
Black Noise ist das dritte Musikalbum des deutschen Minimal-Techno-Produzenten Pantha du Prince und sein erstes Album, das auf Rough Trade Records erschien. Es wurde am 8. Februar 2010 veröffentlicht.
Der Track Stick To My Side beinhaltet einen Gast-Gesangsauftritt von Noah Lennox (auch bekannt als Panda Bear von Animal Collective), während Tyler Pope von LCD Soundsystem und !!! beim Track The Splendour Bass spielt.

## Entstehungsgeschichte
Black Noise wurde durch Aufnahmen und Field Recordings beeinflusst, die Weber in Wäldern und Landschaften in der Schweiz aufnahm. Zufällig erfuhr er, dass die Aufnahmen von einem Ort stammen, wo ein Erdrutsch 200 Jahre früher ein Dorf begrub.

## Rezeption
Philip Ekhardt und Jan Kedves schreiben in der spex:

„Tatsächlich ist »Black Noise« ein großer Wurf. Auf dem Album verbinden sich hyperreale Glockensounds und das Schaben eines Schweizer Schuttbergs, der einst ein ganzes Dorf begrub, zu gespenstisch alpinem Eiskristalltechno.“

Sebastian Ingenhoff schreibt im Intro:

„Auf dem Cover zu "Black Noise" sieht man nun das Bild einer Kirche am Fuße des Watzmanns, das einem romantischen Gemälde nachempfunden wurde. Die Idylle wird durch nichts getrübt, außer eben durch den Albumtitel. Weber arbeitet auch musikalisch mit vermeintlichen Gegensätzen, Technik und Natur werden synchronisiert. Field Recordings, die typischen Weber'schen Glockenspiele, die stets sanfte Bassdrum, all das fügt sich zusammen zu einer malerischen Musik, die meilenweit über die Tanzfläche hinausweist. Wenn Panda Bear anfängt zu singen, wird es tatsächlich magisch.“

Auch internationale Kritiker haben das Album positiv bewertet. allmusic vergab 4,5/5 Punkte, The Guardian 4 von 5 Punkten und Pitchfork Media vergab 8,3 von 10 Punkten an die Platte.
Mit dem Album gewann du Prince bei der Echoverleihung 2011 den Kritikerpreis.

## Titelliste
1. "Lay In a Shimmer" – 6:38
2. "Abglanz" – 6:04
3. "The Splendour" – 6:00
4. "Stick To My Side" – 7:51
5. "A Nomads Retreat" – 6:41
6. "Satellite Snyper" – 5:29
7. "Behind the Stars" – 6:51
8. "Bohemian Forest" – 7:24
9. "Welt Am Draht" – 7:11
10. "Im Bann" – 3:23
11. "Es Schneit" – 6:46